# Psalmer i 2000-talet
Psalmer i 2000-talet är Svenska kyrkans tillägg till 1986 års svenska psalmbok, enligt inledningstexten "i linje med kyrkomötets uppdrag att bereda marken för kommande psalmboksrevision". Som ett tillägg har samlingen inte samma status som en officiellt antagen psalmbok, men har förankrats i Svenska kyrkans gudstjänstråd och musikråd och beslutats av Nämnden för kyrkolivets utveckling, efter samråd med Biskopsmötet.
"Psalmer i 2000-talet" togs i bruk från och med söndagen den 14 maj 2006. Boken innehåller 116 nya psalmer (varav många dock skrivits för andra sammanhang långt innan de blev psalmer) av bland andra Cornelis Vreeswijk, Py Bäckman, Fredrik Sixten och Benny Andersson, samt 50 psalmer ur Psalmer i 90-talet. Bland de nya psalmerna finns helt nyskrivna texter men också nya översättningar av psalmer från andra länder, liksom populärmusik som Utan dig av Mikael Wiehe och Melodifestivallåten Stad i ljus. Ärkebiskop KG Hammar skriver bland annat i förordet: "Det är svårare med förnyelse än tradition." 
Bland författarna och tonsättarna finns Ylva Eggehorn, Maria Küchen och Per Harling. Tillägget ges ut av bokförlaget Verbum.
Boken är brunorange med ett räfflat omslag samt framsidetext i silvertryck.

## Arbetsgruppen
Här nedan är de personer som arbetade fram psalmer i 2000-talet.
- Rektor Ragnar Håkanson (projektledare)
- Filosofie magister Victoria Hårdstedt (sekreterare 2001-2002)
- Karin Ekedahl (sekreterare 2003-2004, även redaktör)
- Filosofie doktor Cecilia Cervin
- Musikdirektör Karl Göran Ehntorp
- Kyrkomusiker Jerker Leijon
- Kyrkomusiker Margaretha Ljungdahl
- Sångpedagog och körpedagog Carina Lindström
- Musikpedagog Per-Håkan Sandberg
- Teologie och filosofie doktor Sven-Åke Selander
- Teologie magister Tomi Valjus

## Psalmer i 2000-talet

### Verklighetsuppfattning, tillvaron som Guds skapelse

#### Gud, skaparen
801 Sjung till Guds ära
802 Du, Gud, kan visa nya vägar
803 Hur djupt du än må falla
804 Var inte rädd för fallet
805 Du Skaparande
806 Solen och månen/Biejjiem jih askem
807 En psalm om en orättvis Gud - tack
808 Vad är Gud?
809 Allting är Herrens

#### Årstiderna
810 Den värld som nyss var kall och död
811 Vi tackar för skörden
812 Nu lyser tusen glädjebloss
813 Kom, vandra genom gatorna
814 Här vid stranden
815 Hav och strand

#### Dagens tider
816 Nu går solen sin väg
817 a Med hjärtats tillit
817 b Med hjärtats tillit
818 Dagbön

#### Bön
819 Sinnesrobönen/The Serenity Prayer

### Människosyn, människan i Guds hand

#### Att söka Gud
820 Vägen till regnbågen

#### Tryggheten hos Gud
821 Res oss upp igen
822 Badar i Ljus
823 Till glädjen

#### Mellan ont och gott
824 Uppmuntran
825 Var inte rädd för vreden
826 Gå med Gud
827 En psalm om tiden

#### Livets gång
828 Att möta sin vän om morgonen
829 Det händer nu
830 Stad i ljus

#### Fred
831 Lägg i varandras händer fred
832 Tårarna vattnar fattigas jord
833 Inte med makt

#### Rättvisa, mänskliga rättigheter
834 Gud av rättvisa och frihet
835 Någon måste våga
836 a Dansen kring guldkalven
836 b Dansen kring guldkalven
837 Du satte dig ner som de nederstas vän

#### Miljö
838 Tyng inte jorden
839 Förnedringen av jorden

#### Staden
840 a Sjung om staden
840 b Sjung om staden
841 Sjung in ljus i alla städer

#### Mänskliga katastrofer
842 Det är tyst och tomt
843 Hur kunde det gå såhär
844 Gode Gud, när vi har drivits
845 En psalm ur djupet
846 Väglöst är landet
847 Världen har rämnat
848 Den stumma förtvivlans psalm

#### Bön
849 Kom Gud med fred
850 Mamma! Var är du?
851 Kärlekens tid

### Jesus Kristus - människors räddning

#### Människosonen
852 Jag dansar en morgon
853 Finns du nå'nstans här så säg det
854 I smyg

#### Kyrkoåret - inkarnationen

##### Advent
855 Elisabets sång
856 Tänd ljus
857 En enda vind
858 För dem som vandrar i mörkret

##### Lucia
859 Lucia du strålande brud

##### Jul
860 A Hymn of Homelessness
861 Julvisa
862 Vinterpsalm

##### Fastan - långfredag
863 Kvinnan som smorde Jesus
864 Så böjde den dödsdömde nacken
865 Jesus berövas sina kläder
866 Stabat Mater

##### Påsk
867 Gläd er och jubla
868 En psalm om konst
869 Vi tackar Gud - Guds ljus är här
870 För att du kom
871 Hur är det att möta den uppståndne mästarn
872 Maria gråter/Maria tjierrasis
873 En psalm om att inte ge upp

##### Pingst
874 Röj plats för tron
875 Släpp loss spratten
876 Du har kommit till mig
877 Som solen glöder genom vinterdiset
878 Se vinden som blåser
879 På vingar av ljus

##### Allhelgonatid
880 När gravljusen brinner

#### Frälsningen
881 Med öppna tillitsfulla händer
882 Kärleken som aldrig svek
883 Utan dej
884 a Nåden är en vanlig dag
884 b Nåden är en vanlig dag
885 A Touching Place
886 Dig Kristus, läkare, vi ber

#### Bön
887 a Himlens timmerman
887 b Himlens timmerman
888 Att be är att vara hos Gud
889 Jesus är den vännen

### Kyrkan, Anden - människor till hjälp

#### Gudstjänst
890 Vi vandrar
891 Nattvardscalypso
892 Droppar i vatten
893 Här vid ditt bord
894 Vigningspsalm
895 En ropsång till Gud
896 Till ett

##### Kyrkliga handlingar

###### Dop
897 Det sker ett under i världen
898 Vid dopets källa
899 Innan
900 Barnet döps i nådens hav
901 Lilla liv

###### Konfirmation
902 Psalm vid konfirmation

###### Vigsel, partnerskap
903 Jag tror att Gud är kärleken

###### Begravning
904 Nu har ett hjärta blivit löst
905 Nu lämnar vi tillbaka
906 Alltför omöjlig att fånga

##### Kyrkan i världen
907 Människa, ditt liv är stort

##### Trons mysterium
908 Gud är mysterium
909 Vänta, vila, vara
910 Stilla min själ
911 Brustet halleluja

##### Tro och tillit
912 Psalm för ambivalenta

##### Tro - hopp
913 O Gud, som vet och ger oss allt
914 Du är ...
915 Som pilgrimer vi färdas sakta

##### Bön
916 Ge mig en plats där jag kan växa

## Psalmer i 90-talet, urval

### Lovsång och tillbedjan
917 Kom, lova vår Gud
918 Sjung med glädje till Guds ära

### Fader, Son och Ande
919 Vänd mot källan
920 Där Guds Ande är
921 En källa till liv

### Kyrkan och gudstjänsten
922 Ett heligt arv är kyrkan
923 Herre, du har anförtrott 
924 Tro kyrka, tro
925 Se, en gåvoflod går fram

#### Nattvard
926 Allas ögon väntar på dig
927 Vårt altarbord är dukat

#### Dop
928 Sov du lilla
929 När du går från dopets källa

#### Vigsel
930 Se, livet vill blomma

### Kyrkans år

#### Advent
931 Vi tänder ett ljus

#### Jul
932 Det folk som vandrar i mörkret
933 Nu har Kristus kommit
934 Tänk om jag

#### Jungfru Marie Bebådelsedag
935 Vi sjunger med Maria

#### Påsktiden
936 Din Herre lever
937 Han är hos er

#### Lucia
938 Psalm på Luciadagen

### Dagen och årets tider

#### Morgon
939 Här är världen, se den vakna

#### Kväll
940 Nu sjunker sol i hav
941 Aftonbön

#### Vinter
942 Din skönhet, som i vintern bor

#### Vår
943 Blomningstid

#### Sommar
944 Se, nu stiger solen

### Gemenskapen med Gud och Kristus

#### Guds närhet
945 Du är större än mitt hjärta

#### Kristus i världen
946 En vanlig dag
947 Gud, du andas genom allt
948 "Maria" sa' Judas

#### Bön
949 Allt vi behöver för att leva
950 När sorgen känns tung
951 Som ett sandkorn i en öken

#### Försoning
952 Han kom från ett främmande land

#### Förströstan
953 Inte en sparv
954 Du har aldrig begärt av mig

### Tillsammans på jorden

#### Ansvaret
955 Jorden är Herrens

#### Fred, rättvisa och solidaritet
956 Vi ropar till Gud
957 Och varje mänska
958 På vägarna ute i världen

#### Livets gåva och gräns
959 Som en blomma vissnad
960 Amen! Lovet och priset

### Psaltarpsalmer och Cantica
961 Smaka och se
962 Det är gott att tacka Herren
963 Jag är livets bröd
964 Herre, förbarma dig (efter grekisk-ortodox tradition)
965 Halleluja (efter grekisk-ortodox tradition)
966 Halleluja (O'Carrol & Walker)

## CD[2]
2006 gavs en CD-skiva ut av Verbum och Svenska kyrkan med 18 psalmer ur psalmer i 2000-talet. 

### Historik
Den spelades in våren 2006 i U-Sound Studio och Musikrummet i Karlstad. Den spelades även in i Red Room i Stockholm av Carl Utbult och i K-salen, IHM i Arvika av Martin Berggren (5, 13, 15). Sångpåläggningen spelades in i Sandkvie Studios i Visby av Mikael Lyander (18), Mediacentret Karlskoga folkhögskola (6, 14) och Love Bite Studio i Karlstad (9). Premaster är gjord av Dragan Tanaskovic på Bohus Mastering. Arrangör och producent för projektet var Leif Nahnfeldt och Carl Utbult. De mixade även skiva på U-Sound. Den grafiska formen för omslaget och skivan är gjord av Maria Mannberg.

### Låtlista
Arrangemangen är gjorda av Leif Nahnfeldt, Carl Utbult och Hans Kennemark. Nahnfeldt och Utbult gjordes tillsammans (17), Pasi Pasanen (5, 13) och Göran Bejstam (3, 16) (blås).
| 1.           | Sjung till Guds ära 801               | 3:21  |
| 2.           | Vad är Gud? 808                       | 3:48  |
| 3.           | Sjung in ljus i alla städer 841       | 4:00  |
| 4.           | En psalm om tiden 827                 | 3:53  |
| 5.           | Det händer nu 829                     | 3:33  |
| 6.           | I smyg 854                            | 3:53  |
| 7.           | Kärleken som aldrig svek 882          | 4:11  |
| 8.           | Gå med Gud 826                        | 3:27  |
| 9.           | Sinnesrobönen/The Serenity Prayer 819 | 2:21  |
| 10.          | En psalm om konst 868                 | 3:54  |
| 11.          | Innan 899                             | 3:17  |
| 12.          | Var inte rädd för vreden 825          | 3:52  |
| 13.          | Mamma! Var är du? 850                 | 2:50  |
| 14.          | Att möta sin vän om morgonen 828      | 3:19  |
| 15.          | Vi tackar för skörden 811             | 3:02  |
| 16.          | Res oss upp igen 821                  | 3:41  |
| 17.          | Lilla liv 901                         | 3:06  |
| 18.          | Med hjärtats tillit 817a              | 5:05  |
| Total längd: | Total längd:                          | 61:13 |

### Musiker
Medverkande musiker på skivan.
- Nina Andersberg, fiol (5, 13).
- Åsa Bergfalk, kör (1, 7, 12, 15, 16, 18) och solosång (15).
- Rickard Ekenholm, trombon (3, 16).
- Ronny Farsund, trumpet (3, 11, 16, 18) och flygelhorn (17).
- Magnuz Folke, piano (6, 17).
- Ola Johansson, trummor och percussion (12).
- Stefan Jonsson, gitarrer (1, 3, 6, 7, 8, 10, 11, 15, 16) och dobro (2).
- Kalle Källman, percussion (1, 3, 5, 7, 8, 11, 12, 13, 16, 18).
- Jonny Lindström, flöjt (3) och saxofon (3, 6, 16, 18).
- Leif Nahnfeldt, kör (12), keyboard (12) och piano (14).
- Pasi Pasanen, ackordeon (1, 5, 13, 15).
- Mattias Perez, tolvsträngad gitarr (1) och vanlig gitarr (5, 12, 13).
- Per-Arne Pettersson, bas.
- Annika Thörnquist, kör (8) och solosång (2, 17).
- Carl Utbult, keyboard (4, 8), piano (9), munspel (9) och solosång (16).
- Fender Rhodes, kör och gitarr (4, 8).
- Tobias Östlund, kör (16) och solosång (3, 10, 15).
- Claes Nilsson, solosång (9) och gitarr (9, 18).
- Tomas Boström, solosång (6, 14, 18).
- Gunnel Mauritzson, solosång (5, 13, 15).
- Christer Nerfont, solosång (1, 4, 12).
- Cecilie Nerfont, solosång (1, 7, 11).
- Tommie Sewón, solosång (8).

### Fotnoter
1. ↑  ”En ny psalmbok har kommit”. Helsingborgs dagblad. 8 maj 2006. https://www.hd.se/2006-05-08/en-ny-psalmbok-har-kommit. Läst 6 oktober 2017.
2. ↑  Psalmer i 2000-talet. CD, 2006.